# دلنی کوبین
دلنی کوبین (به آلمانی: Unterkubin) یک شهرک با جمعیت ۱۹٬۷۷۵ نفر که در Dolný Kubín District، اسلواکی واقع شده‌است.